# Reinhard Gaupp
Reinhard Helmuth Gaupp (* 14. August 1948 in Lauf an der Pegnitz) ist ein deutscher Geologe. Er war bis zu seiner Emeritierung 2014 Professor für Historische und Allgemeine Geologie an der Friedrich-Schiller-Universität Jena.
Gaupp studierte erst Geodäsie und dann Geologie an der TU München mit dem Diplom 1977 und der Promotion 1980 („Sedimentpetrographische und stratigraphische Untersuchungen in den oberostalpinen Mittelkreide-Serien des Westteils der Nördlichen Kalkalpen“). Als Post-Doktorand war er bis 1983 an der TU Berlin und danach bis 1990 als Erdölgeologe in der Prospektion bei BEB Erdgas und Erdöl. 1990 wurde er Professor für Sedimentgeologie in Mainz und 1996 Professor in Jena.
Er befasst sich mit klastischen kontinentalen Ablagerungen, Petrographie von Sandsteinen und Analyse von Becken, speziell Evolution von Becken in Mitteleuropa in Perm und Trias.
Er ist Mitglied der Sächsischen Akademie der Wissenschaften zu Leipzig und wurde 2015 erster Präsident der DGGV, die aus der Vereinigung der Deutschen Geologischen Gesellschaft mit der Geologischen Vereinigung hervorging. Er war Präsident der Sektion Mitteleuropa von SEPM (Society for Sedimentary Geology).